# A-Jugend Handball-Bundesliga 2014/15
Die Saison 2014/15 der A-Jugend Handball-Bundesliga war die vierte Spielzeit der höchsten deutschen Spielklasse im Handball der männlichen Jugend. Sie startete am 13. September 2014 und endete am 23. Mai 2015. Die A-Jugend-Bundesliga 2014/15 wurde vom DHB ausgerichtet. Titelverteidiger waren die Füchse Berlin Reinickendorf. Deutscher Meister wurde zum ersten Mal der SC DHfK Leipzig.

## Staffeleinteilung
| - VfL Bad Schwartau - TSV Anderten - Füchse Berlin Reinickendorf - TSV Burgdorf - TuS Esingen - SG Flensburg-Handewitt - HSV Hamburg - Eintracht Hildesheim - THW Kiel - SC Magdeburg - 1. VfL Potsdam - HC Empor Rostock | - NSG EHV/Nickelhütte Aue - GSV Eintracht Baunatal - HaSpo Bayreuth - HSG Dutenhofen/Münchholzhausen - ThSV Eisenach - HC Erlangen - TVG JA Großwallstadt - VfL Gummersbach - HSG Hanau - TV Hüttenberg - SC DHfK Leipzig - HSG Wiesbaden | - JSG HLZ Ahlen - Bergischer HC 06 - SG HC Bremen/Hastedt - TSV Bayer Dormagen - TuSEM Essen - SG Handball Hamm - HSG Handball Lemgo - TSV GWD Minden - JSG NSM-Nettelstedt - HC Wölfe Nordrhein - HSG Schwanewede/Neuenkirchen - HTV Sundwig/Westig | - JSG Balingen/Weilstetten - JSG Echaz/Erms - TSG Friesenheim - Frisch Auf Göppingen - VfL Günzburg - HSG Konstanz - SG Kronau/Östringen - TSV Neuhausen - HG Oftersheim/Schwetzingen - SG Pforzheim/Eutingen - HG Saarlouis - SV 64 Zweibrücken |

## Staffel Nord

### Tabelle
Die Tabelle der A-Jugend Bundesliga Nord 2014/15 zeigt die Tabellenkonstellation.
Die Erst- und Zweitplatzierten am 22. Spieltag nahmen am Viertelfinale zur Deutschen Meisterschaft 2015 teil.
| TSV Burgdorf |

| Füchse Berlin Reinickendorf |

| THW Kiel |

| SC Magdeburg |

| SG Flensburg-Handewitt |

| 1. VfL Potsdam |

| HSV Hamburg |

| VfL Bad Schwartau |

| TuS Esingen |

| Eintracht Hildesheim |

| TSV Anderten |

| HC Empor Rostock |

| TSV Burgdorf |

| Füchse Berlin Reinickendorf |

| THW Kiel |

| SC Magdeburg |

| SG Flensburg-Handewitt |

| 1. VfL Potsdam |

| HSV Hamburg |

| VfL Bad Schwartau |

| TuS Esingen |

| Eintracht Hildesheim |

| TSV Anderten |

| HC Empor Rostock |

### Entscheidungen
|  | Teilnehmer am Viertelfinale um die Deutsche Meisterschaft/Teilnahme an der A-Jugend Bundesliga 2015/16 |
|  | Teilnahme an der A-Jugend Bundesliga 2015/16                                                           |

### Kreuztabelle
Die Kreuztabelle stellt die Ergebnisse aller Spiele dieser Saison dar. Die Heimmannschaft ist in der linken Spalte, die Gastmannschaft in der oberen Zeile aufgelistet.
| 2014/15                     | Bur     | Ber     | Kie     | Mag     | Fle     | Pot     | Ham     | Sch     | Esi     | Hil     | And     | Ros     |
| --------------------------- | ------- | ------- | ------- | ------- | ------- | ------- | ------- | ------- | ------- | ------- | ------- | ------- |
| TSV Burgdorf                |         | 25 : 28 | 25 : 26 | 20 : 23 | 28 : 32 | 31 : 22 | 32 : 22 | 24 : 17 | 29 : 22 | 22 : 19 | 35 : 19 | 34 : 28 |
| Füchse Berlin Reinickendorf | 24 : 30 |         | 32 : 29 | 34 : 23 | 44 : 24 | 26 : 28 | 31 : 32 | 26 : 17 | 27 : 23 | 37 : 30 | 35 : 20 | 35 : 21 |
| THW Kiel                    | 33 : 30 | 32 : 30 |         | 25 : 25 | 25 : 28 | 36 : 33 | 21 : 21 | 25 : 20 | 30 : 27 | 30 : 23 | 31 : 17 | 34 : 25 |
| SC Magdeburg                | 23 : 28 | 29 : 23 | 36 : 29 |         | 30 : 24 | 32 : 27 | 34 : 28 | 33 : 33 | 25 : 27 | 26 : 26 | 31 : 16 | 39 : 29 |
| SG Flensburg-Handewitt      | 30 : 33 | 30 : 28 | 27 : 27 | 36 : 27 |         | 32 : 24 | 31 : 29 | 29 : 19 | 28 : 30 | 38 : 36 | 41 : 31 | 40 : 28 |
| 1. VfL Potsdam              | 32 : 32 | 17 : 21 | 26 : 28 | 28 : 23 | 28 : 25 |         | 32 : 22 | 27 : 32 | 29 : 20 | 39 : 33 | 32 : 26 | 35 : 30 |
| HSV Hamburg                 | 23 : 28 | 29 : 32 | 36 : 33 | 23 : 26 | 33 : 23 | 35 : 32 |         | 27 : 21 | 32 : 33 | 31 : 29 | 31 : 29 | 43 : 28 |
| VfL Bad Schwartau           | 15 : 20 | 21 : 24 | 20 : 32 | 23 : 22 | 30 : 28 | 20 : 21 | 28 : 26 |         | 21 : 19 | 30 : 29 | 42 : 19 | 26 : 33 |
| TuS Esingen                 | 26 : 40 | 23 : 34 | 26 : 28 | 25 : 29 | 28 : 30 | 27 : 26 | 25 : 33 | 18 : 25 |         | 32 : 31 | 37 : 17 | 42 : 24 |
| Eintracht Hildesheim        | 32 : 37 | 35 : 41 | 37 : 34 | 20 : 31 | 30 : 29 | 30 : 34 | 35 : 42 | 30 : 31 | 40 : 35 |         | 26 : 27 | 39 : 34 |
| TSV Anderten                | 23 : 37 | 20 : 36 | 21 : 36 | 24 : 33 | 19 : 36 | 22 : 25 | 22 : 35 | 30 : 29 | 23 : 33 | 45 : 42 |         | 21 : 30 |
| HC Empor Rostock            | 24 : 28 | 29 : 36 | 28 : 32 | 28 : 38 | 21 : 37 | 28 : 33 | 24 : 38 | 24 : 34 | 32 : 32 | 33 : 23 | 28 : 33 |         |

| Heimsieg | Unentschieden | Auswärtssieg |

## Staffel Ost

### Tabelle
Die Tabelle der A-Jugend Bundesliga Ost 2014/15 zeigt die Tabellenkonstellation.
Die Erst- und Zweitplatzierten am 22. Spieltag nahmen am Viertelfinale zur Deutschen Meisterschaft 2015 teil.
| SC DHfK Leipzig |

| HSG Dutenhofen/Münchholzhausen |

| TVG JA Großwallstadt |

| HSG Hanau |

| TV Hüttenberg |

| VfL Gummersbach |

| HSG Wiesbaden |

| NSG EHV/Nickelhütte Aue |

| HaSpo Bayreuth |

| HC Erlangen |

| GSV Eintracht Baunatal |

| ThSV Eisenach |

| SC DHfK Leipzig |

| HSG Dutenhofen/Münchholzhausen |

| TVG JA Großwallstadt |

| HSG Hanau |

| TV Hüttenberg |

| VfL Gummersbach |

| HSG Wiesbaden |

| NSG EHV/Nickelhütte Aue |

| HaSpo Bayreuth |

| HC Erlangen |

| GSV Eintracht Baunatal |

| ThSV Eisenach |

### Entscheidungen
|  | Teilnehmer am Viertelfinale um die Deutsche Meisterschaft/Teilnahme an der A-Jugend Bundesliga 2015/16 |
|  | Teilnahme an der A-Jugend Bundesliga 2015/16                                                           |

### Kreuztabelle
Die Kreuztabelle stellt die Ergebnisse aller Spiele dieser Saison dar. Die Heimmannschaft ist in der linken Spalte, die Gastmannschaft in der oberen Zeile aufgelistet.
| 2014/15                        | Lei     | Dut     | Gro     | Han     | Hüt     | Gum     | Wie     | Aue     | Bay     | Erl     | Bau     | Eis     |
| ------------------------------ | ------- | ------- | ------- | ------- | ------- | ------- | ------- | ------- | ------- | ------- | ------- | ------- |
| SC DHfK Leipzig                |         | 25 : 21 | 33 : 25 | 25 : 20 | 23 : 20 | 25 : 22 | 34 : 25 | 27 : 16 | 29 : 14 | 28 : 20 | 29 : 19 | 31 : 25 |
| HSG Dutenhofen/Münchholzhausen | 25 : 32 |         | 31 : 34 | 33 : 18 | 30 : 27 | 26 : 16 | 33 : 17 | 26 : 22 | 37 : 19 | 26 : 18 | 32 : 17 | 41 : 19 |
| TVG JA Großwallstadt           | 30 : 37 | 28 : 25 |         | 23 : 23 | 28 : 22 | 30 : 24 | 37 : 26 | 29 : 30 | 30 : 17 | 32 : 25 | 33 : 22 | 38 : 26 |
| HSG Hanau                      | 21 : 26 | 30 : 27 | 30 : 40 |         | 27 : 22 | 29 : 20 | 29 : 19 | 27 : 24 | 36 : 16 | 28 : 19 | 26 : 22 | 33 : 25 |
| TV Hüttenberg                  | 23 : 24 | 22 : 33 | 30 : 28 | 33 : 30 |         | 23 : 22 | 24 : 16 | 26 : 21 | 27 : 11 | 23 : 20 | 32 : 20 | 34 : 21 |
| VfL Gummersbach                | 24 : 30 | 22 : 22 | 26 : 35 | 25 : 29 | 31 : 21 |         | 38 : 24 | 29 : 25 | 30 : 24 | 32 : 23 | 37 : 27 | 34 : 30 |
| HSG Wiesbaden                  | 25 : 29 | 19 : 36 | 30 : 24 | 25 : 30 | 33 : 28 | 24 : 34 |         | 37 : 32 | 30 : 28 | 34 : 26 | 25 : 24 | 36 : 27 |
| NSG EHV/Nickelhütte Aue        | 24 : 28 | 15 : 27 | 29 : 31 | 34 : 25 | 27 : 22 | 20 : 31 | 31 : 34 |         | 20 : 23 | 27 : 23 | 30 : 28 | 36 : 28 |
| HaSpo Bayreuth                 | 20 : 29 | 22 : 34 | 25 : 30 | 26 : 26 | 32 : 33 | 21 : 30 | 32 : 22 | 28 : 27 |         | 20 : 21 | 34 : 30 | 30 : 31 |
| HC Erlangen                    | 18 : 24 | 18 : 22 | 29 : 26 | 18 : 23 | 19 : 21 | 26 : 22 | 27 : 26 | 18 : 28 | 21 : 29 |         | 27 : 30 | 24 : 21 |
| GSV Eintracht Baunatal         | 24 : 32 | 21 : 28 | 26 : 35 | 29 : 34 | 23 : 23 | 16 : 27 | 30 : 29 | 30 : 30 | 16 : 25 | 24 : 33 |         | 25 : 24 |
| ThSV Eisenach                  | 32 : 34 | 18 : 26 | 26 : 32 | 29 : 27 | 22 : 24 | 28 : 28 | 30 : 28 | 33 : 33 | 24 : 24 | 24 : 29 | 34 : 35 |         |

| Heimsieg | Unentschieden | Auswärtssieg |

## Staffel West

### Tabelle
Die Tabelle der A-Jugend Bundesliga West 2014/15 zeigt die Tabellenkonstellation.
Die Erst- und Zweitplatzierten am 22. Spieltag nahmen am Viertelfinale zur Deutschen Meisterschaft 2015 teil.
| TSV GWD Minden |

| HSG Handball Lemgo |

| 1 |

| TSV Bayer Dormagen |

| Bergischer HC 06 |

| SG HC Bremen/Hastedt |

| JSG NSM-Nettelstedt |

| SG Handball Hamm |

| HSG Schwanewede/Neuenkirchen |

| 2 |

| HTV Sundwig/Westig |

| JSG HLZ Ahlen |

| TSV GWD Minden |

| HSG Handball Lemgo |

| 1 |

| TSV Bayer Dormagen |

| Bergischer HC 06 |

| SG HC Bremen/Hastedt |

| JSG NSM-Nettelstedt |

| SG Handball Hamm |

| HSG Schwanewede/Neuenkirchen |

| 2 |

| HTV Sundwig/Westig |

| JSG HLZ Ahlen |

### Entscheidungen
|  | Teilnehmer am Viertelfinale um die Deutsche Meisterschaft/Teilnahme an der A-Jugend Bundesliga 2015/16 |
|  | Teilnahme an der A-Jugend Bundesliga 2015/16                                                           |

### Kreuztabelle
Die Kreuztabelle stellt die Ergebnisse aller Spiele dieser Saison dar. Die Heimmannschaft ist in der linken Spalte, die Gastmannschaft in der oberen Zeile aufgelistet.
| 2014/15                      | Min     | Lem     | Ess     | Dor     | Ber     | Bre     | Net     | Ham     | Sch     | Nor     | Sun     | Ahl     |
| ---------------------------- | ------- | ------- | ------- | ------- | ------- | ------- | ------- | ------- | ------- | ------- | ------- | ------- |
| TSV GWD Minden               |         | 30 : 28 | 37 : 19 | 25 : 22 | 27 : 30 | 35 : 28 | 42 : 25 | 45 : 29 | 42 : 22 | 30 : 24 | 36 : 23 | 39 : 27 |
| HSG Handball Lemgo           | 24 : 22 |         | 28 : 26 | 26 : 24 | 34 : 20 | 28 : 28 | 34 : 21 | 45 : 24 | 45 : 30 | 22 : 20 | 43 : 32 | 31 : 23 |
| TuSEM Essen                  | 26 : 29 | 18 : 36 |         | 27 : 26 | 30 : 24 | 43 : 32 | 34 : 30 | 34 : 31 | 38 : 30 | 40 : 25 | 38 : 19 | 32 : 28 |
| TSV Bayer Dormagen           | 25 : 28 | 28 : 31 | 29 : 26 |         | 22 : 18 | 35 : 28 | 34 : 19 | 37 : 24 | 38 : 24 | 43 : 22 | 40 : 31 | 33 : 22 |
| Bergischer HC 06             | 25 : 29 | 20 : 33 | 28 : 28 | 29 : 27 |         | 28 : 21 | 37 : 26 | 42 : 33 | 36 : 23 | 31 : 23 | 38 : 24 | 26 : 19 |
| SG HC Bremen/Hastedt         | 26 : 35 | 29 : 29 | 29 : 29 | 26 : 29 | 29 : 24 |         | 33 : 21 | 48 : 32 | 33 : 30 | 28 : 18 | 34 : 30 | 36 : 22 |
| JSG NSM-Nettelstedt          | 25 : 33 | 29 : 31 | 32 : 36 | 29 : 29 | 22 : 21 | 28 : 31 |         | 43 : 43 | 32 : 33 | 33 : 30 | 29 : 31 | 28 : 28 |
| SG Handball Hamm             | 26 : 39 | 30 : 34 | 34 : 36 | 28 : 36 | 29 : 36 | 32 : 35 | 38 : 39 |         | 43 : 36 | 36 : 32 | 29 : 31 | 30 : 27 |
| HSG Schwanewede/Neuenkirchen | 18 : 40 | 25 : 37 | 32 : 40 | 22 : 32 | 32 : 35 | 22 : 23 | 28 : 39 | 41 : 37 |         | 28 : 40 | 36 : 30 | 30 : 30 |
| HC Wölfe Nordrhein           | 0 : 0   | 26 : 39 | 25 : 28 | 26 : 33 | 17 : 25 | 27 : 30 | 26 : 27 | 31 : 32 | 29 : 30 |         | 31 : 28 | 25 : 23 |
| HTV Sundwig/Westig           | 23 : 37 | 26 : 41 | 30 : 39 | 22 : 32 | 24 : 36 | 33 : 29 | 34 : 38 | 31 : 38 | 30 : 35 | 24 : 29 |         | 25 : 23 |
| JSG HLZ Ahlen                | 23 : 39 | 17 : 26 | 27 : 42 | 25 : 38 | 29 : 29 | 24 : 30 | 28 : 34 | 31 : 35 | 30 : 33 | 29 : 32 | 36 : 33 |         |

| Heimsieg | Unentschieden | Auswärtssieg |

## Staffel Süd

### Tabelle
Die Tabelle der A-Jugend Bundesliga Süd 2014/15 zeigt die Tabellenkonstellation.
Die Erst- und Zweitplatzierten am 22. Spieltag nahmen am Viertelfinale zur Deutschen Meisterschaft 2015 teil.
| SG Pforzheim/Eutingen |

| SG Kronau/Östringen |

| JSG Balingen/Weilstetten |

| JSG Echaz/Erms |

| SV 64 Zweibrücken |

| Frisch Auf Göppingen |

| TSG Friesenheim |

| HG Oftersheim/Schwetzingen |

| HG Saarlouis |

| TSV Neuhausen |

| HSG Konstanz |

| VfL Günzburg |

| SG Pforzheim/Eutingen |

| SG Kronau/Östringen |

| JSG Balingen/Weilstetten |

| JSG Echaz/Erms |

| SV 64 Zweibrücken |

| Frisch Auf Göppingen |

| TSG Friesenheim |

| HG Oftersheim/Schwetzingen |

| HG Saarlouis |

| TSV Neuhausen |

| HSG Konstanz |

| VfL Günzburg |

### Entscheidungen
|  | Teilnehmer am Viertelfinale um die Deutsche Meisterschaft/Teilnahme an der A-Jugend Bundesliga 2015/16 |
|  | Teilnahme an der A-Jugend Bundesliga 2015/16                                                           |

### Kreuztabelle
Die Kreuztabelle stellt die Ergebnisse aller Spiele dieser Saison dar. Die Heimmannschaft ist in der linken Spalte, die Gastmannschaft in der oberen Zeile aufgelistet.
| 2014/15                    | Pfo     | Kro     | Bal     | Ech     | Zwe     | Göp     | Fri     | Oft     | Saa     | Neu     | Kon     | Gün     |
| -------------------------- | ------- | ------- | ------- | ------- | ------- | ------- | ------- | ------- | ------- | ------- | ------- | ------- |
| SG Pforzheim/Eutingen      |         | 28 : 20 | 19 : 27 | 34 : 31 | 32 : 22 | 28 : 23 | 30 : 25 | 24 : 22 | 29 : 23 | 24 : 21 | 36 : 22 | 25 : 18 |
| SG Kronau/Östringen        | 29 : 20 |         | 38 : 32 | 37 : 29 | 33 : 16 | 37 : 27 | 38 : 26 | 37 : 25 | 30 : 25 | 42 : 24 | 42 : 23 | 33 : 22 |
| JSG Balingen/Weilstetten   | 18 : 28 | 30 : 24 |         | 37 : 30 | 42 : 25 | 21 : 26 | 36 : 26 | 34 : 31 | 28 : 23 | 28 : 28 | 42 : 25 | 27 : 23 |
| JSG Echaz/Erms             | 27 : 27 | 35 : 31 | 28 : 29 |         | 35 : 28 | 27 : 23 | 38 : 32 | 40 : 30 | 28 : 24 | 34 : 25 | 38 : 29 | 32 : 25 |
| SV 64 Zweibrücken          | 25 : 22 | 27 : 29 | 21 : 34 | 22 : 27 |         | 21 : 31 | 36 : 31 | 28 : 22 | 24 : 27 | 36 : 23 | 27 : 19 | 31 : 22 |
| Frisch Auf Göppingen       | 22 : 30 | 29 : 30 | 31 : 21 | 25 : 25 | 27 : 27 |         | 34 : 31 | 32 : 29 | 24 : 26 | 24 : 25 | 33 : 25 | 36 : 22 |
| TSG Friesenheim            | 26 : 33 | 26 : 36 | 26 : 36 | 30 : 30 | 25 : 27 | 27 : 26 |         | 36 : 29 | 39 : 33 | 37 : 34 | 32 : 25 | 31 : 29 |
| HG Oftersheim/Schwetzingen | 17 : 19 | 25 : 24 | 23 : 25 | 30 : 36 | 23 : 24 | 32 : 31 | 28 : 24 |         | 37 : 33 | 20 : 16 | 32 : 18 | 35 : 20 |
| HG Saarlouis               | 26 : 36 | 28 : 29 | 27 : 35 | 38 : 45 | 26 : 27 | 36 : 31 | 29 : 40 | 32 : 33 |         | 37 : 32 | 36 : 29 | 42 : 31 |
| TSV Neuhausen              | 24 : 28 | 19 : 34 | 27 : 31 | 25 : 29 | 37 : 28 | 20 : 34 | 24 : 30 | 32 : 28 | 32 : 30 |         | 29 : 28 | 22 : 29 |
| HSG Konstanz               | 24 : 31 | 28 : 36 | 23 : 39 | 27 : 37 | 28 : 29 | 28 : 28 | 34 : 30 | 33 : 29 | 28 : 29 | 35 : 26 |         | 37 : 30 |
| VfL Günzburg               | 15 : 26 | 23 : 32 | 26 : 33 | 37 : 35 | 23 : 31 | 27 : 31 | 21 : 27 | 30 : 37 | 22 : 33 | 27 : 27 | 27 : 19 |         |

## Viertelfinale

### Qualifizierte Teams
Für das Viertelfinale qualifiziert waren:
| Gruppen 1. TSV Burgdorf SC DHfK Leipzig TSV GWD Minden SG Pforzheim/Eutingen | Gruppen 2. Füchse Berlin Reinickendorf HSG Dutenhofen/Münchholzhausen HSG Handball Lemgo SG Kronau/Östringen |

### Ausgeloste Spiele & Ergebnisse
Im Viertelfinale traf immer ein Tabellenerster auf einen Tabellenzweiten einer anderen Staffel.
Die Gruppenersten hatten das Recht, das Rückspiel zu Hause auszutragen.
Die Hinspiele fanden am 18./19. April 2015 statt, die Rückspiele am 25./26. April 2015.
| Mannschaft 1                           | Mannschaft 2                        | Hinspiel            | Rückspiel           | Gesamt   |
| -------------------------------------- | ----------------------------------- | ------------------- | ------------------- | -------- |
| Füchse Berlin Reinickendorf Gugisch 33 | SG Pforzheim/Eutingen Broschwitz 18 | 18.04 Sa. 15:00 Uhr | 26.04 So. 13:30 Uhr | 64 : 53  |
| Füchse Berlin Reinickendorf Gugisch 33 | SG Pforzheim/Eutingen Broschwitz 18 | 32 : 22 (14 : 09)   | 32 : 31 (16 : 14)   | 64 : 53  |
| Füchse Berlin Reinickendorf Gugisch 33 | SG Pforzheim/Eutingen Broschwitz 18 | 210 Zuschauer       | 650 Zuschauer       | 64 : 53  |
| HSG Handball Lemgo                     | SC DHfK Leipzig                     | 18.04 Sa. 16:30 Uhr | 25.04 Sa. 18:30 Uhr | 45 : 51  |
| HSG Handball Lemgo                     | SC DHfK Leipzig                     | 21 : 23 (10 : 11)   | 24 : 28 (15 : 11)   | 45 : 51  |
| HSG Handball Lemgo                     | SC DHfK Leipzig                     | -.--- Zuschauer     | -.--- Zuschauer     | 45 : 51  |
| SG Kronau/Östringen                    | TSV Burgdorf                        | 18.04 Sa. 19:30 Uhr | 26.04 So. 17:00 Uhr | 54 : 62  |
| SG Kronau/Östringen                    | TSV Burgdorf                        | 28 : 29 (14 : 14)   | 26 : 33 (11 : 15)   | 54 : 62  |
| SG Kronau/Östringen                    | TSV Burgdorf                        | -.--- Zuschauer     | -.--- Zuschauer     | 54 : 62  |
| HSG Dutenhofen/Münchholzhausen         | TSV GWD Minden                      | 19.04 So. 17:00 Uhr | 26.04 So. 17:00 Uhr | *50 : 50 |
| HSG Dutenhofen/Münchholzhausen         | TSV GWD Minden                      | 20 : 22 (12 : 20)   | 30 : 28 (16 : 14)   | *50 : 50 |
| HSG Dutenhofen/Münchholzhausen         | TSV GWD Minden                      | -.--- Zuschauer     | -.--- Zuschauer     | *50 : 50 |

* Die HSG Dutenhofen/Münchholzhausen qualifizierte sich aufgrund der Auswärtstorregel für die nächste Runde.

## Halbfinale

### Qualifizierte Teams
Für das Halbfinale qualifiziert waren:
| Füchse Berlin Reinickendorf SC DHfK Leipzig TSV Burgdorf HSG Dutenhofen/Münchholzhausen |

### Ausgeloste Spiele & Ergebnisse
Die Hinspiele fanden am 2./3. Mai 2015 statt, die Rückspiele am 10. Mai 2015.
| Mannschaft 1                   | Mannschaft 2                | Hinspiel             | Rückspiel            | Gesamt  |
| ------------------------------ | --------------------------- | -------------------- | -------------------- | ------- |
| HSG Dutenhofen/Münchholzhausen | TSV Burgdorf Mävers 12      | 02.05. Sa. 17:00 Uhr | 10.05. So. 17:00 Uhr | 59 : 56 |
| HSG Dutenhofen/Münchholzhausen | TSV Burgdorf Mävers 12      | 33 : 32 (12 : 17)    | 26 : 24 (13 : 14)    | 59 : 56 |
| HSG Dutenhofen/Münchholzhausen | TSV Burgdorf Mävers 12      | -.--- Zuschauer      | -.--- Zuschauer      | 59 : 56 |
| SC DHfK Leipzig                | Füchse Berlin Reinickendorf | 03.05. So. 16:00 Uhr | 10.05. So. 18:30 Uhr | 59 : 58 |
| SC DHfK Leipzig                | Füchse Berlin Reinickendorf | 30 : 28 (13 : 14)    | 29 : 30 (16 : 16)    | 59 : 58 |
| SC DHfK Leipzig                | Füchse Berlin Reinickendorf | -.--- Zuschauer      | -.--- Zuschauer      | 59 : 58 |

## Finale

### Qualifizierte Teams
Für das Finale qualifiziert waren:
| SC DHfK Leipzig HSG Dutenhofen/Münchholzhausen |

### Ergebnisse
Das Hinspiel fand am 17. Mai 2015 statt. Das Rückspiel fand am 24. Mai 2015 statt.
| Mannschaft 1                   | Mannschaft 2                   | Hinspiel             | Rückspiel            | Gesamt  |
| ------------------------------ | ------------------------------ | -------------------- | -------------------- | ------- |
| HSG Dutenhofen/Münchholzhausen | SC DHfK Leipzig Hönicke (15/7) | 17.05. So. 16:00 Uhr | 24.05. So. 14:00 Uhr | 57 : 59 |
| HSG Dutenhofen/Münchholzhausen | SC DHfK Leipzig Hönicke (15/7) | 32 : 26 (16 : 12)    | 25 : 33 (10 : 14)    | 57 : 59 |
| HSG Dutenhofen/Münchholzhausen | SC DHfK Leipzig Hönicke (15/7) | 1.300 Zuschauer      | 1.500 Zuschauer      | 57 : 59 |